# Z37 (есмінець)
Z37 (нім. Z37) — військовий корабель, ескадрений міноносець типу 1936A (Mob) Кріґсмаріне за часів Другої світової війни.
Есмінець Z37 закладений 2 січня 1941 року на верфі заводу Deutsche Schiff- und Maschinenbau, AG Weser у Бремені. 24 лютого 1942 року спущений на воду, а 16 липня 1943 року введений до складу військово-морських сил Третього Рейху.

## Історія служби
5 березня 1943 року 8-ма флотилія есмінців (Z23, Z24, Z32 і Z37) у рамках операції «Карін» здійснила прорив через Англійський канал до французького узбережжя Атлантичного океану. Попри атаки британської берегової артилерії та моторних торпедних катерів, німецькій флотилії вдалося неушкодженою пройти через Дуврську протоку, лише Z37 дістав незначних пошкоджень, наразившись на мілину біля Гавра. 28 березня флотилія забезпечувала прикриття при спробі італійського проривача блокади, судна Himalaya, відплисти на Далекий Схід, але італійське судно вимушено повернулося в Бордо після того, як його помітив британський розвідувальний літак.
30 березня Z37 разом з есмінцями Z23, Z24 і Z32 вирушили назустріч проривачу блокади Pietro Orseolo. Важкі повітряні атаки британських «Бофайтерів» були відбиті, німецькі есмінці збили п'ять літаків, що атакували. Втім Pietro Orseolo пошкодили торпедою з американського підводного човна «Шад», перш ніж він досяг безпечної зони в лимані Жиронди 2 квітня. 9 квітня Himalaya зробив ще одну спробу прорватися, але він та кораблі прикриття були помічені літаючим човном «Сандерленд». На зворотному шляху кораблі Осі атакували бомбардувальники «Віккерс Веллінгтон» і торпедоносці «Хендлі Пейдж Хемпден», п'ятеро з яких були збиті німецькими засобами ППО.
24 грудня 1943 року шість есмінців 8-ї флотилії (Z23, Z24, Z27, Z37 і ZH1) і шість міноносців 4-ї флотилії вирушили назустріч проривачу блокади Osorno, зустрівши його 25 грудня. Їм вдалося супроводити Osorno до Жиронди, незважаючи на сильну повітряну атаку противника, але Osorno наразився на затонулий корабель і його довелося викинути на берег, щоб врятувати вантаж.
26 грудня 8-ма флотилія міноносців, знову включно з Z37 (але без ZH1) і 4-та флотилія міноносців, знову вирушила назустріч іншому проривачу блокади, Alsterufer. Невідомо для німців, Alsterufer був атакований і підбитий бомбардувальником B-24 «Ліберейтор» Королівських ПС 27 грудня і був покинутий своїм екіпажем. Приблизно опівдні 28 грудня британські крейсери «Глазго» та «Ентерпрайз», які патрулювали в Біскайській затоці для перехоплення суден, що проривали блокаду, зіткнулися з німецькими есмінцями та міноносцями, що призвело до бою в Біскайській затоці. Складні погодні умови в морі не дозволили німецьким кораблям скористатися своєю перевагою у швидкості та сумарною вогневою потужністю, внаслідок чого есмінець Z27 і міноносців T25 та T26 були потоплені. Z37 випустив шість торпед по британських крейсерах, усі вони промахнулися.